# Sixx:A.M.
Sixx: A.M. — американський хардрок-гурт із Лос-Анджелеса, штат Каліфорнія, створений у 2007 році Ніккі Сіксом (англ. Nikki Sixx), DJ Ашбою (англ. DJ Ashba) та Джеймсом Майклом (англ. James Michael). Гурт був стороннім проєктом Сікса, який у той час також був бас-гітаристом Mötley Crüe. Гурт найбільш відомий своїми піснями «Життя прекрасне» та «Брехня прекрасних людей». Найменування Sixx: A.M. є комбінацією всіх прізвищ учасників (Sixx, Ashba, Michael).
Наразі гурт Sixx: A.M. випустив п'ять студійних альбомів: The Heroin Diaries Soundtrack (2007), This Is Gonna Hurt (2011), Modern Vintage (2014), Prayers for the Damned and Blessed (2016) і три мініальбоми; X-Mas In Hell (2008); Live is Beautiful (2008) та 7 (2011).

## Історія гурту

### Формування тасаундтрек до фільму «Щоденники героїни»(2007—2008)
У 2007 році гурт випустив саундтрек до фільму «Щоденники героїні», заснованого на автобіографії Сікса «Щоденники героїни: рік із життя розбитої рок-зірки».
Гурт дебютував на концерті в Crash Mansion 16 липня 2007 року, де вони виконали п'ять пісень з альбому «The Heroin Diaries Soundtrack». В альбомі не було залучено барабанщика, оскільки вокаліст/ритм-гітарист Джеймс Майкл запрограмував усі барабани. У зв'язку з цим виникла певна цікавість, хто буде грати для них на барабанах наживо. Колишній барабанщик Beautiful Creatures Глен Собел припинив грати з гуртом.
25 жовтня 2007 року Sixx: A.M. зіграли ще одне шоу, яке відкривалося виступом гурту Korn. Під час цього шоу Глен Собел був у турі, граючи на барабанах з Елліоттом Яміном.
Спочатку гурт заявив, що не має наміру гастролювати. Після постійної підтримки гурту та інтересу до туру вони провели загальнонаціональне голосування за оголошення дати туру. Він був запланований на весну 2008 року, але був перенесений на літо через непередбачені обставини.
В 2008 році Ашба та Майкл допомагали Сіксу в написанні та записі студійного альбому Mötley Crüe «Saints of Los Angeles».
15 квітня 2008 року гурт Sixx: A.M. оголосив про свій тур у рамках Mötley Crüe's «Crüe Fest» разом із Buckcherry, Papa Roach і Trapt. Тур розпочався 1 липня 2008 року в Вест-Палм-Біч, Флорида. Під час фестивалю Crüe Fest барабанщик Papa Roach Тоні Палермо був гастрольним барабанщиком гурту. Видання The Heroin Diaries Soundtrack було випущено 25 листопада 2008 року, яке включало концерти EP під назвою Live Is Beautiful, який містить записи виступів із літнього туру гурту.

### This Is Gonna HurtіModern Vintage(2009—2014)
Наприкінці 2008 року Ніккі Сікс підтвердив, що гурт працює над альбомом, наступним за «The Heroin Diaries Soundtrack», після чуток про те, що гурт почав писати для свого другого студійного альбому під час туру влітку 2008 року.

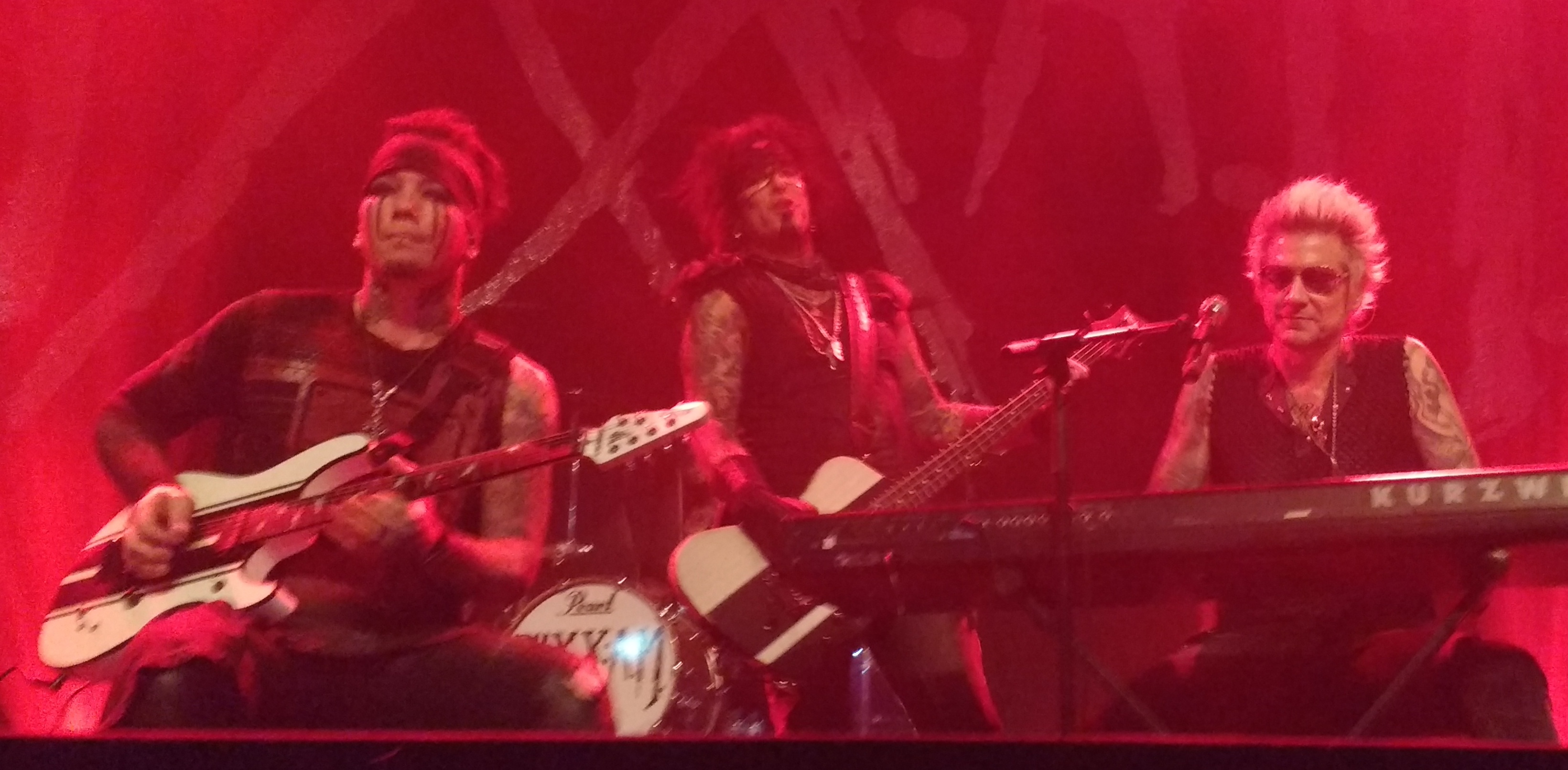
гурт у 2016 році.

У квітні 2009 року Джеймс Майкл і Ніккі Сікс підтвердили, що гурт був у студії для запису нового матеріалу. Сікс додав, що новий матеріал був натхненним: "Таке відчуття, що ми, можливо, перевершили себе на цьому альбомі, який має вийти,  не можу дочекатися, коли, він зазвучить». Він також повідомив, що новий альбом, як і перший, буде концептуальним, але відмовився розкрити будь-які подробиць про його концепцію. Він також додав, про «сюрприз», що можливо, нова пісня цього альбому, може вийде незабаром, і що альбом, буде готовий десь на кінець 2010 року.
19 лютого 2010 року Ніккі Сікс повідомив, що гурт зараз знаходиться в студії, де записується новий альбом, де деякі гітарні треки DJ Ашби вже записані, але бас ще потребує запису. Також Сікс додав, що було написано пісень на два альбоми, але, як і у випадку з першим альбомом, ймовірно, залишиться єдиним альбомом із вибраними найкращими піснями, тому він не матиме наповнювачів.
27 травня 2010 року Ніккі Сікс оголосив, що всі басові треки для майбутнього альбому були записані, а Джеймс Майкл переробляв текст перед записом фінального вокалу. Сікс також сказав, що режисер музичних кліпів PR Brown пише обробку відео для першого треку з альбому, який має вийти на початку 2011 року. 23 липня 2010 року Ніккі підтвердив, що запис нового альбом підійшов кінця.
Ніккі Сікс 4 вересня 2010 року оголосив, що випустить книгу під назвою «This Is Gonna Hurt», яка супроводжуватиметься альбомом Sixx: A.M. Деякі з пісень у майбутньому альбомі були натхненні фотографіями автора, а інші натхненні загальними фотографіями гурту, і являла собою частково щоденник. Одна з найбільших видавничих компаній The HarperCollins надрукує William Morrow and Company оголосивши, що книга буде випущена 22 березня 2011 року, а альбом буде супроводжувати її того ж дня.
7 грудня 2010 року гурт завантажив тизер для нового альбому на своєму офіційному веб-сайті, заявивши, що він буде випущений у квітні 2011 року.
3 січня 2011 року, ще один відео ролик підтвердив, що книга буде випущена 12 квітня 2011 року, а альбом вийде найближчим часом.
25 лютого 2011 року був випущений головний сингл альбому — «Lies of the Beautiful People».
15 лютого 2011 року Сіксом оголосив у своїх акаунтах у Twitter та Facebook, що прем'єра кліпу на цю пісню відбудеться на веб-сайті його радіо-шоу Sixx Sense
16 лютого 2011 року. Сікс також оголосив, що через попит шанувальників дату випуску альбому перенесено на 3 травня 2011 року.
5 грудня 2011 року вокаліст Джеймс Майкл оголосив, що 13 грудня 2011 року Sixx: A.M. випустить акустичний EP під назвою «7», який містить сім нових акустичних обробок пісень із двох попередніх студійних альбомів гурту. Майкл також натякнув на майбутній несподіваний реліз гурту.
11 квітня 2012 року Sixx: A.M. вперше за чотири роки виступив наживо на Revolver Golden Gods Awards у клубі Nokia у Лос-Анджелесі, Каліфорнія. Гурт виконав лише дві пісні: «This Is Gonna Hurt» та «Are You with Me Now», а також зняв кліп на останню на шоу.
21 листопада 2012 року гурт Sixx: A.M. оголосив через Twitter, що працюють над новою музикою.
18 липня 2013 року вони випустили пісню під назвою — «Relief» для свого третього альбому.
14 січня 2014 року гурт оголосив на своїй сторінці у Facebook, що остання пісня наступного альбому буде називатися — «Let it Haunt You (So Beautiful)».
31 липня 2014 року гурт оголосив, що назва їх третього альбому — «Modern Vintage». Він був випущений 7 жовтня 2014 року.

### Touring andPrayers for the Damned, Vol. 1іМолитви за блаженних, том. 2(2015—2017)

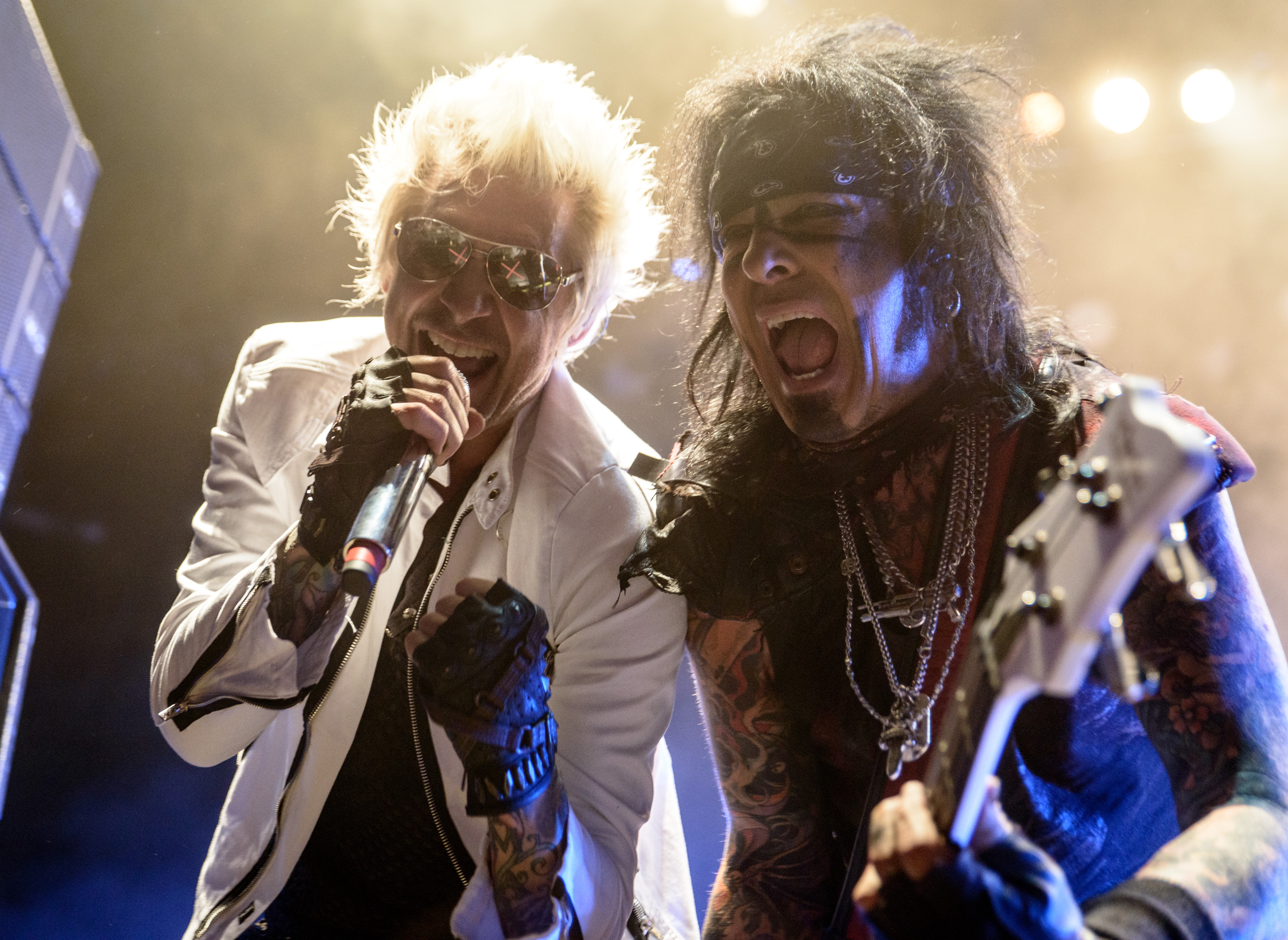
Майкл і Сікс у 2016 році

Sixx: A.M. дебютували у Японії в Nippon Budokan 19 лютого 2015 року в рамках фестивалю VampPark Fest, організованого рок-гуртом Vamps.
27 квітня 2015 року Sixx: A.M. дали свій 10-й живий концерт із повним складом у Best Buy Theatre на Таймс-Сквер в Нью-Йорку.
У липні 2015 року Сікс заявив, що Sixx: A.M. планує випустити два нових альбоми та зробити всесвітній тур у 2016 році. Також у 2015 році Ашба залишив свій колишній гурт, Guns N' Roses, щоб зосередитися виключно на Sixx: A.M.
1 березня 2016 року Sixx: A.M. випустили пісню під назвою «Rise», надали деталі першого з двох нещодавно записаних альбомів, «Prayers for the Damned», і дати нового туру по США, який запланований на квітень-травень 2016 року.
«Rise» дебютував наживо в акустичному форматі без PA під час сеансу лише для запрошених у готелі Sanctum Soho в Лондоні 23 лютого («Stars» з альбому «Modern Vintage» та «Life Is Beautiful» із саундтреку «The Heroin Diaries Soundtrack»). також грали.
Попередні замовлення на альбом стартували 4 березня, а реліз альбому відбувся 29 квітня. Другим із двох альбомів є «Prayers for the Blessed, Vol. 2», вийшов 18 листопада.
В жовтні 2017 року Sixx: A.M. випустили десяте ювілейне видання свого дебютного альбому «The Heroin Diaries Soundtrack» на честь його десятої річниці, та однойменної біографії Ніккі Сікса. Перевидання додатково містило три переосмислені треки, включаючи пісні «Life Is Beautiful», «Accidents Can Happen» і «Girl With Golden Eyes».
У лютому 2018 року Джеймс Майкл і DJ Ашба створили новий гурт Pyromantic, одночасно оголосивши про перерву в Sixx: A.M.

### ХІТИта перерва (2019—2021)
У березні 2019 року Сікс оголосив, що Sixx: A.M. записав чотири нові пісні, а також оголосив, що вони випустять альбом хітів гурту. У вересні вони випустили свою першу за три роки пісню — «Talk to Me» на підтримку кампанії проти опіоїдної залежності #TalktoMe.
22 серпня 2020 року гурт повернувся з реміксом на «Maybe It's Time» за участю різних запрошених виконавців для Artists for Recovery, глобальної ініціативи відновлення. Пісня також включена в саундтрек «Sno Babies».
27 серпня 2021 року гурт анонсував свій альбом із найкращими хітами під назвою «Hits», який включатиме радіомікс «Talk to Me», та три раніше не випущені пісні, а також ремікси двох треків із минулих альбомів. Його випустили 22 жовтня.
У жовтні 2021 року Джеймс Майкл сказав в інтерв'ю Metal On Loud, що гурт не планує гастролювати, чи писати новий матеріал після виходу альбому з хітами. Він сказав: "Ми ніколи не знаємо, що ми будемо робити в майбутньому, але зараз ми дивимось на це і говоримо: «Цей [альбом „Хіти“] — хороший спосіб завершити це».

## Учасники гурту

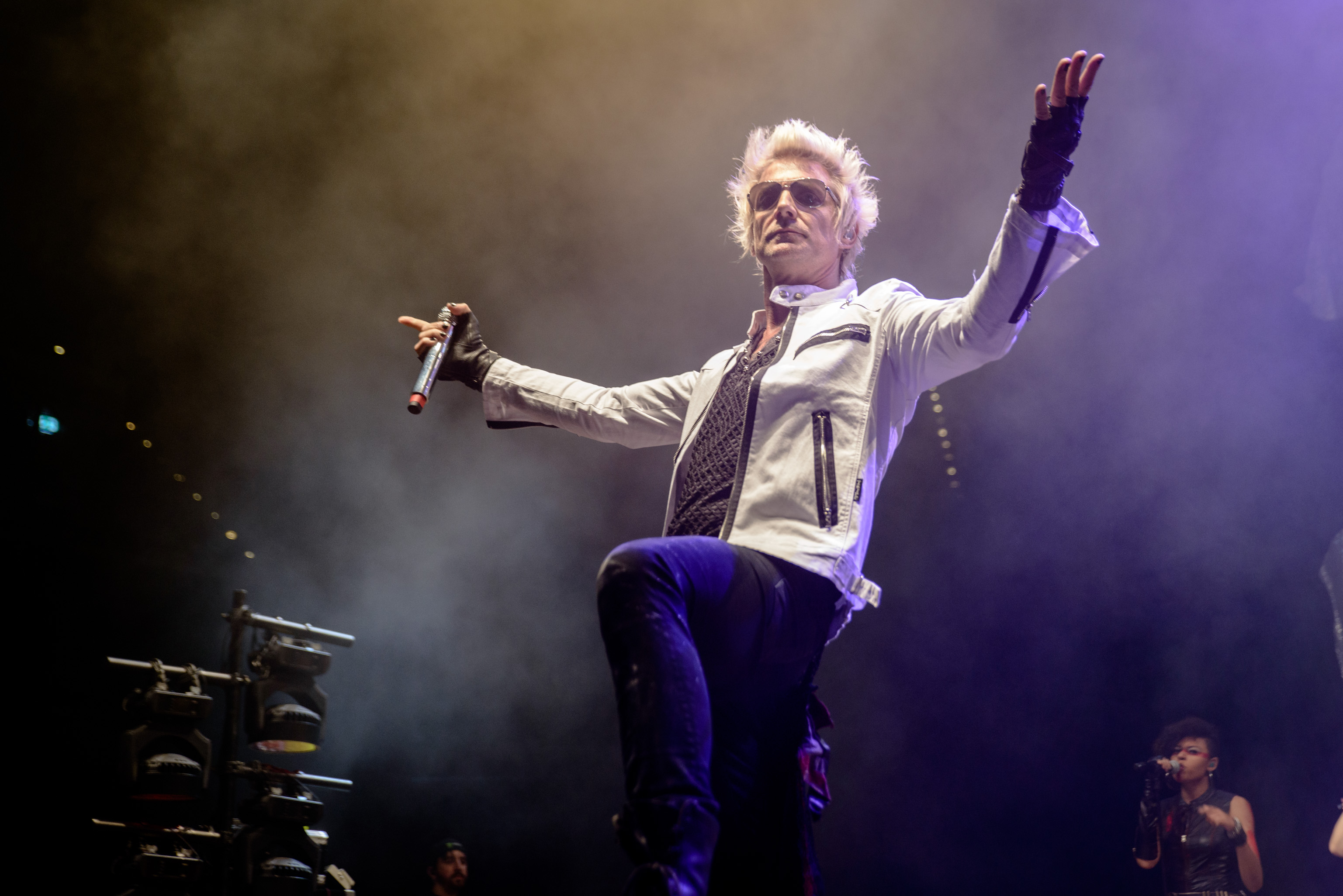
Джеймс Майкл
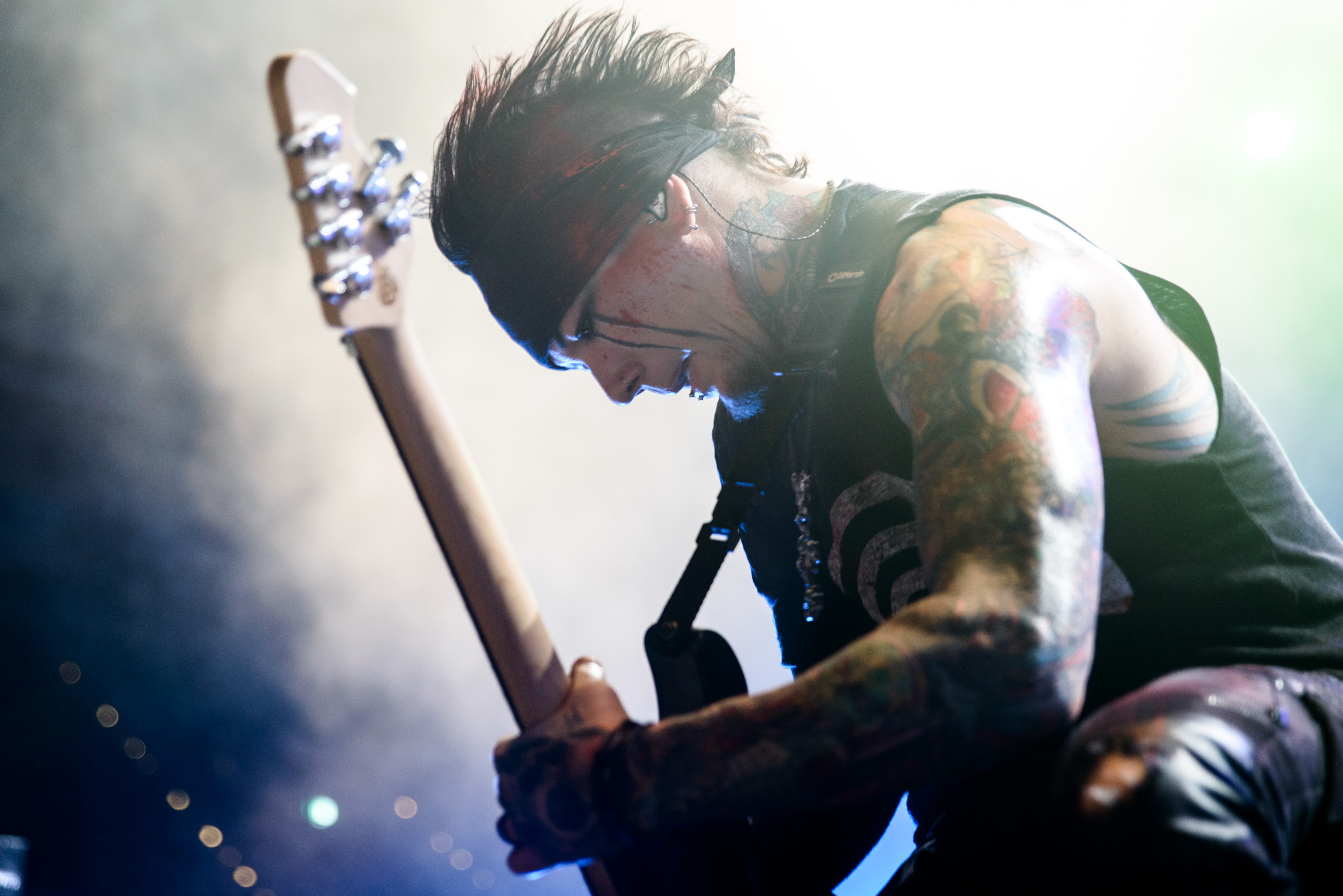
DJ Ashba
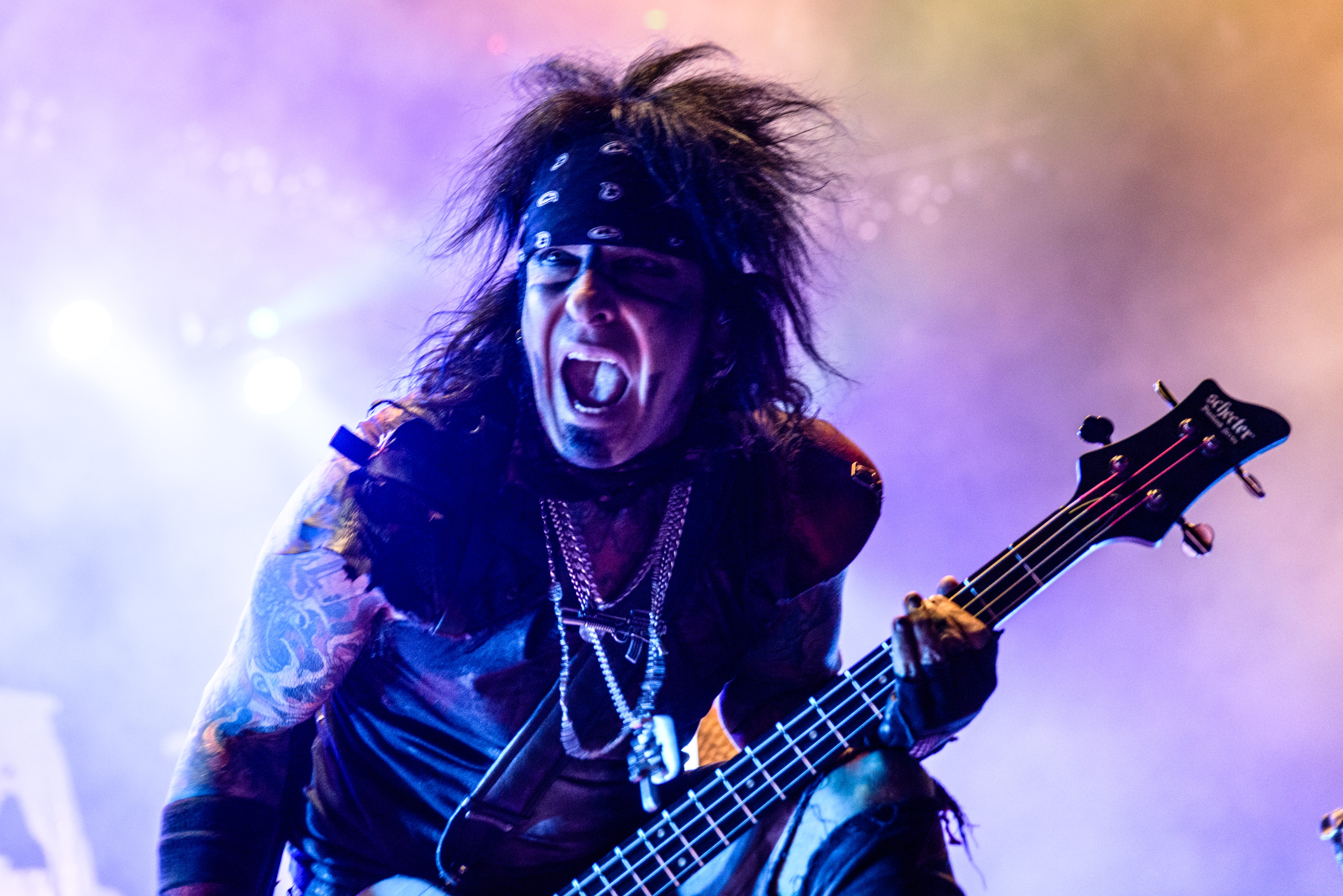
Ніккі Сікс
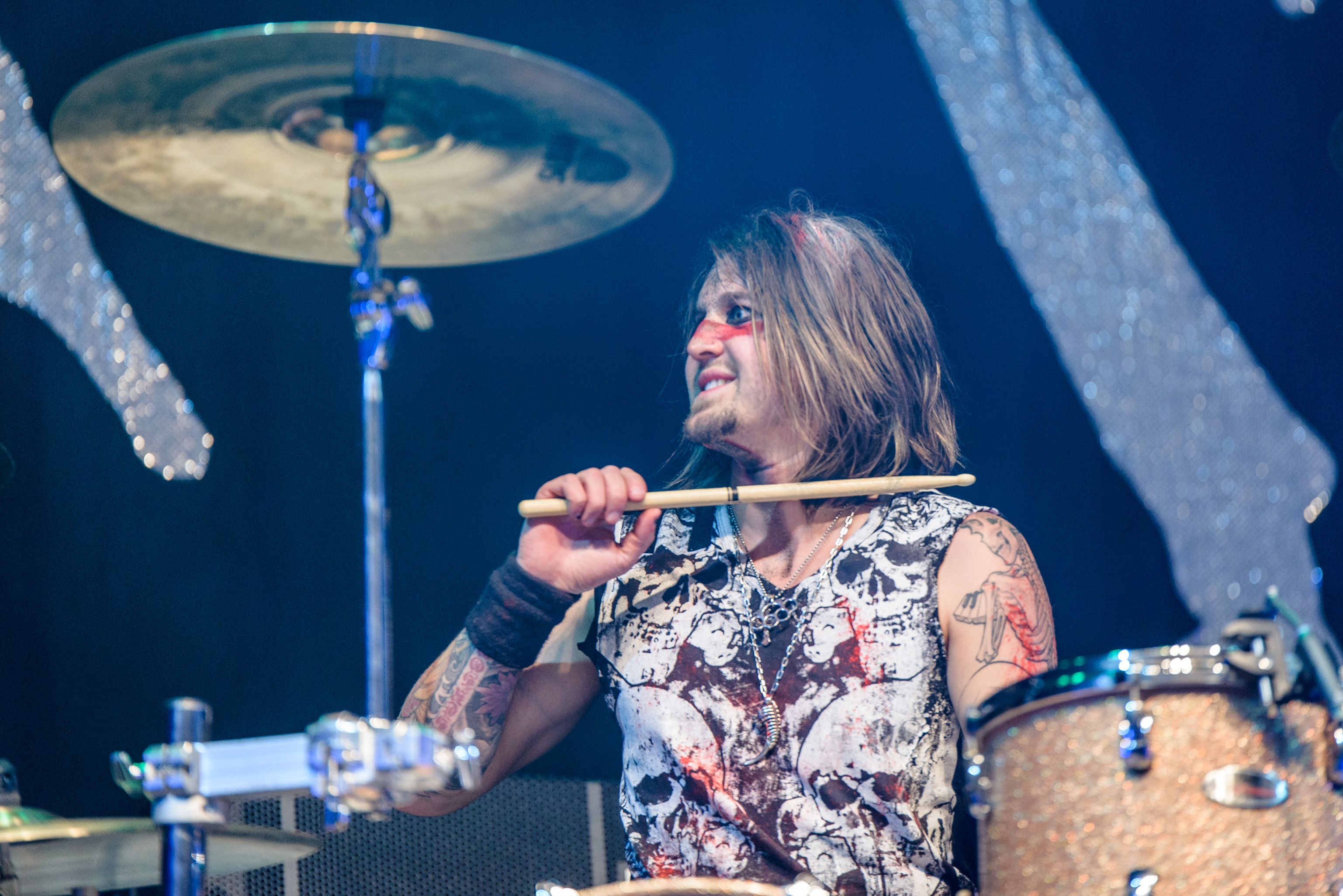
Дастін Стейнке

Поточні учасники гурту
- Джеймс Майкл — головний вокал, ритм-гітара, клавішні, програмування, фортепіано (2007–2021); ударні (2007–2011)
- DJ Ashba — соло-гітара, бек-вокал (2007–2021)
- Ніккі Сікс — бас-гітара, бек-вокал (2007–2021)

Гастролі учасники гурту
- Дастін Стейнке — ударні, перкусія (2015–2021)
- Ембер Ванбускірк — бек-вокал (2015–2021)

Колишні учасники гастролей
- Глен Собел — ударні, перкусія (2007)
- Тоні Палермо — барабани, перкусія (2008)
- Мелісса Хардінг — бек-вокал (2014–2017)

Студійні музиканти
- Джефф Фабб — барабани, перкусія на Modern Vintage (2014)
- Дастін Стейнке — барабани, перкусія на Prayers for the Damned, Vol. 1 (2016) та Молитви за блаженних, том. 2 (2016)

## Дискографія

### Студійні альбоми
| рік      | Деталі альбому                                                                              | Пікові позиції на діаграмі | Пікові позиції на діаграмі | Пікові позиції на діаграмі | Пікові позиції на діаграмі |
| рік      | Деталі альбому                                                                              | НАС                        | AUS                        | CAN                        | UK                         |
| -------- | ------------------------------------------------------------------------------------------- | -------------------------- | -------------------------- | -------------------------- | -------------------------- |
| 2007 рік | The Heroin Diaries Soundtrack - Випущено: 21 серпня 2007 р - Label: Eleven Seven Music      | 26                         | —                          | 54                         | 70                         |
| 2011 рік | This Is Gonna Hurt - Випущено: 3 травня 2011 р - Label: Eleven Seven Music                  | 10                         | 53                         | 14                         | 60                         |
| 2014 рік | Modern Vintage - Випущено: 7 жовтня 2014 р - Label: Eleven Seven Music                      | 20                         | 31                         | 22                         | 69                         |
| 2016 рік | Prayers for the Damned, Vol. 1 - Випущено: 29 квітня 2016 р - Label: Eleven Seven Music     | 19                         | 9                          | 12                         | 30                         |
| 2016 рік | Prayers for the Blessed, Vol. 2 - Випущено: 18 листопада 2016 р - Label: Eleven Seven Music | 37                         | 23                         | 31                         | 85                         |

### ЕР

#### Ремікс
| рік      | Деталі альбому                                                                       |
| -------- | ------------------------------------------------------------------------------------ |
| 2008 рік | Різдво в пеклі - Випущено: 10 червня 2008 р - Label: Eleven Seven Music - Формат: DI |
| 2011 рік | 7 - Випущено: 13 грудня 2011 р - Label: Eleven Seven Music - Формат: DI              |

#### Фізичні альбоми
| рік      | Деталі альбому                                                                          |
| -------- | --------------------------------------------------------------------------------------- |
| 2008 рік | Жити прекрасно - Випущено: 25 листопада 2008 р - Label: Eleven Seven Music - Формат: CD |

### Пісні, що не включені до альбомів
| Year | Song | Peak chart positions | Peak chart positions | Peak chart positions | Peak chart positions | Peak chart positions | Peak chart positions | Peak chart positions | Peak chart positions | Certifications | Album                           |
| Year | Song | US                   | US Main.             | US Alt.              | CAN                  | CAN Rock             | CAN Alt              | UK                   | UK Rock              | Certifications | Album                           |
| ---- | --- | -------------------- | -------------------- | -------------------- | -------------------- | -------------------- | -------------------- | -------------------- | -------------------- | -------------- | ------------------------------- |
| 2007 | «Life Is Beautiful» | 104                  | 2                    | 25                   | 60                   | 6                    | —                    | 58                   | 3                    | - RIAA: Gold   | The Heroin Diaries Soundtrack   |
| 2008 | «Pray for Me» | —                    | 29                   | —                    | —                    | —                    | —                    | —                    | —                    |                | The Heroin Diaries Soundtrack   |
| 2008 | «Tomorrow» | —                    | 33                   | —                    | 76                   | —                    | —                    | 70                   | 15                   |                | The Heroin Diaries Soundtrack   |
| 2008 | «Accidents Can Happen» | —                    | —                    | —                    | —                    | —                    | —                    | 75                   | —                    |                | The Heroin Diaries Soundtrack   |
| 2011 | «Lies of the Beautiful People» | 102                  | 1                    | 31                   | —                    | 6                    | 38                   | —                    | —                    |                | This Is Gonna Hurt              |
| 2011 | «This Is Gonna Hurt» | —                    | 8                    | —                    | —                    | 28                   | —                    | —                    | —                    |                | This Is Gonna Hurt              |
| 2012 | «Are You with Me» | —                    | 32                   | —                    | —                    | —                    | —                    | —                    | —                    |                | This Is Gonna Hurt              |
| 2014 | «Gotta Get It Right» | 113                  | 12                   | —                    | —                    | —                    | —                    | —                    | —                    |                | Modern Vintage                  |
| 2014 | «Stars» | —                    | 6                    | —                    | —                    | —                    | —                    | —                    | —                    |                | Modern Vintage                  |
| 2015 | «Drive» | —                    | —                    | —                    | —                    | —                    | —                    | —                    | —                    |                | Modern Vintage                  |
| 2016 | «Rise» | —                    | 3                    | —                    | —                    | —                    | —                    | —                    | —                    |                | Prayers for the Damned, Vol. 1  |
| 2016 | «Prayers for the Damned» | —                    | 12                   | —                    | —                    | —                    | —                    | —                    | —                    |                | Prayers for the Damned, Vol. 1  |
| 2016 | «We Will Not Go Quietly» | —                    | 13                   | —                    | —                    | —                    | —                    | —                    | —                    |                | Prayers for the Blessed, Vol. 2 |
| 2019 | «Talk to Me» | —                    | —                    | —                    | —                    | —                    | —                    | —                    | —                    |                | Hits                            |
| 2020 | «Maybe It's Time» (new version featuring Joe Elliott, Brantley Gilbert, Ivan Moody, Slash, Corey Taylor, Awolnation and Tommy Vext) | —                    | 12                   | —                    | —                    | —                    | —                    | —                    | —                    |                | Sno Babies soundtrack           |
| 2021 | «The First 21» | —                    | —                    | —                    | —                    | 35                   | —                    | —                    | —                    |                | Hits                            |

### Рекламні сингли
- «Help Is On the Way»
- «Skin»
- «Let's Go»
- «You Have Come to the Right Place»
- «Barbarians (Prayers for the Blessed)»
- «Without You»
- «Life is Beautiful 2017»

### Музичні кліпи
| рік      | Пісня                          | Альбом                       | Директор    | Посилання |
| -------- | ------------------------------ | ---------------------------- | ----------- | --------- |
| 2007 рік | «Life Is Beautiful»            | Щоденники героїни            | P. R. Brown |           |
| 2008 рік | «Accidents Can Happen»         | Щоденники героїни            | P. R. Brown |           |
| 2008 рік | «Pray for Me»                  | Щоденники героїни            | P. R. Brown |           |
| 2008 рік | «Tomorrow»                     | Щоденники героїни            | P. R. Brown |           |
| 2011 рік | «Lies of the Beautiful People» | Це буде боляче               | P. R. Brown |           |
| 2011 рік | «This Is Gonna Hurt»           | Це буде боляче               |             |           |
| 2012 рік | «Are You with Me»              | Це буде боляче               |             |           |
| 2014 рік | «Gotta Get It Right»           | Сучасний вінтаж              | P. R. Brown |           |
| 2014 рік | «Stars»                        | Сучасний вінтаж              |             |           |
| 2016 рік | «We Will Not Go Quietly»       | Молитви за блаженних, том. 2 | Вейн Ішам   |           |
| 2020 рік | «Talk To Me»                   | Хіти                         |             |           |
| 2020 рік | «Maybe It's Time»              | Молитви за блаженних, том. 2 |             |           |

### Відеоальбоми
| рік      | Деталі альбому                                                                                    |
| -------- | ------------------------------------------------------------------------------------------------- |
| 2009 рік | Crüe Fest - Випущено: 24 березня 2009 р - Лейбл: Mötley Records, Eleven Seven Music - Формат: DVD |